# Johannes Heinrichs (Schauspieler)
Johannes Heinrichs (* 17. März 1990 in Stuttgart) ist ein deutscher Schauspieler.

## Leben
Johannes Heinrichs wuchs in Erolzheim, im Landkreis Biberach auf. Er besuchte das Gymnasium Ochsenhausen.
Von 2011 bis 2015 absolvierte Heinrichs seine Schauspielausbildung an der Filmuniversität Babelsberg. Zu seinen Dozenten zählten unter anderem Peter Zimmermann und Bodo Fürneisen. Während des Studiums begann er am Hans Otto Theater in Potsdam in mehreren Produktionen zu spielen. Sein TV-Debüt gab er 2016 im ZDF-Spielfilm Zwei verlorene Schafe an der Seite von Andrea Sawatzki. Es folgten weitere Auftritte in Club der roten Bänder, In aller Freundschaft, und Milk & Honey.  2018 spielte er an der Seite von Tom Wlaschiha in der erfolgreichen Serie Das Boot. Episodenrollen in Die Drei von der Müllabfuhr, WaPo Bodensee, Letzte Spur Berlin und Blutige Anfänger folgten.
Größere Aufmerksamkeit erlangte er 2024 durch die internationalen Netflix-Serie Senna, in der er die österreichischen Formel 1 Legende Niki Lauda verkörperte.
Seit 2019 ist er im Linie-1-Ensemble am Berliner Grips Theater.
Johannes Heinrichs lebt mit seiner Frau und seinen beiden Töchtern in Berlin.

## Filmografie

### Fernsehen
- 2016: Zwei verlorene Schafe (ZDF-Spielfilm)
- 2016: Club der roten Bänder (VOX-Serie)
- 2017: Das Luther-Tribunal – 10 Tage im April (ZDF)
- 2017: In aller Freundschaft – Die jungen Ärzte (Serie, Folge Dein eigenes Leben)
- 2017: Der Zauberlehrling
- 2018: Milk & Honey (Serie, 2 Folgen)
- 2018: In aller Freundschaft (Serie, 3 Folgen)
- 2018: Das Boot (Sky Serie, Folge: Verdammt)[5]
- 2019: Die Drei von der Müllabfuhr – Dörte muss weg
- 2020: Blutige Anfänger
- 2020: Letzte Spur Berlin
- 2020: WaPo Bodensee
- 2023: Die Drei von der Müllabfuhr – Arbeit am Limit
- 2023: Die Heiland – Wir sind Anwalt (Serie, Folge Der Stalker)
- 2023: Triff – Bertha von Suttner (KIKA)
- 2024: In aller Freundschaft – die jungen Ärzte (Folge Verdrängung)
- 2024: Neuer Wind im Alten Land (Folge 3: Auf dem Kieker)[9]
- 2024: Senna (Netflix)

### Kino
- 2015: Die Kraft die bleibt
- 2024: Bonhoeffer[5][2]

### Kurzfilme
- 2020: Harley Quinn – Blazing Shadows

## Theater (Auswahl)
- 2014: Kaspar (Hans Otto Theater)
- 2015: Mein Jahr in Trallalabad (Hans Otto Theater)
- 2015: Und morgen? (Hans Otto Theater)
- 2015: Königskinder (Hans Otto Theater)
- 2018: Unterleuten (Hans Otto Theater)
- 2019: Unterleuten an der Komödie am Kurfürstendamm[10]
- seit 2019: Linie 1 am Grips Theater